# 雙斑無鬚魮
雙斑無鬚魮（学名：Puntius bimaculatus）是輻鰭魚綱鯉形目鯉科的其中一個種，分布於亞洲印度及斯里蘭卡，體長可達7厘米，棲息在丘陵的溪流，低地的沼澤與乾地河川，主要吃綠藻與碎屑為生，可做為觀賞魚。
现接受名为 Plesiopuntius bimaculatus

## 外部連結
- 雙斑無鬚魮的圖片 （页面存档备份，存于）